# ドナルドのグランドキャニオン旅行
『ドナルドのグランドキャニオン旅行』（ドナルドのグランドキャニオンりょこう）または『グランドキャニオン・スコープ』（原題：Grand Canyonscope）は、ウォルト・ディズニー・プロダクション（現：ウォルト・ディズニー・カンパニー）が製作した1954年11月23日公開のアニメーション短編映画作品。ドナルドダック・シリーズの第117作である。

## あらすじ
グランドキャニオンでのすばらしさや大切さを観光客達に説くガイド。しかし、観光客の一人であるドナルドが取った奔放な行動はレンジャーを困らせる。途中でライオンを起こしてしまい、大騒ぎに。挙句の果てに歴史ある岩の建造物をドミノ倒しの如く倒壊し、引き起こしたドナルドとライオンに掃除を命じられるのであった。

## スタッフ
- 製作：ウォルト・ディズニー、ロイ・O・ディズニー
- 脚本：ミルト・シェーファー、ニック・ジョージ
- 音楽：オリバー・ウォレス
- レイアウト：ランス・ノリー
- 原画：ジョン・シブレー
- 背景：アイヴァンド・アール
- 監督：チャールズ・オーガスト・ニコルズ

## キャスト
| キャラクター           | 原語版               | 旧吹き替え版 | 新吹き替え版 |
| ---------------------- | -------------------- | ------------ | ------------ |
| ドナルドダック         | クラレンス・ナッシュ | 関時男       | 山寺宏一     |
| レンジャー・ウッドロー | ビル・トンプソン     | 牛山茂       | ?            |
| ナレーター             | -                    | 江原正士     | -            |